# Ḩājjī Deh
Ḩājjī Deh (persiska: حاجی ده) är en ort i Iran.   Den ligger i provinsen Gilan, i den nordvästra delen av landet, 200 km nordväst om huvudstaden Teheran. Ḩājjī Deh ligger 732 meter över havet och antalet invånare är 137.
Terrängen runt Ḩājjī Deh är bergig söderut, men norrut är den kuperad. Runt Ḩājjī Deh är det ganska glesbefolkat, med 45 invånare per kvadratkilometer. Närmaste större samhälle är Rostamābād, 14,0 km nordväst om Ḩājjī Deh. I omgivningarna runt Ḩājjī Deh växer i huvudsak blandskog.